# Сланцевая промышленность Уэльса

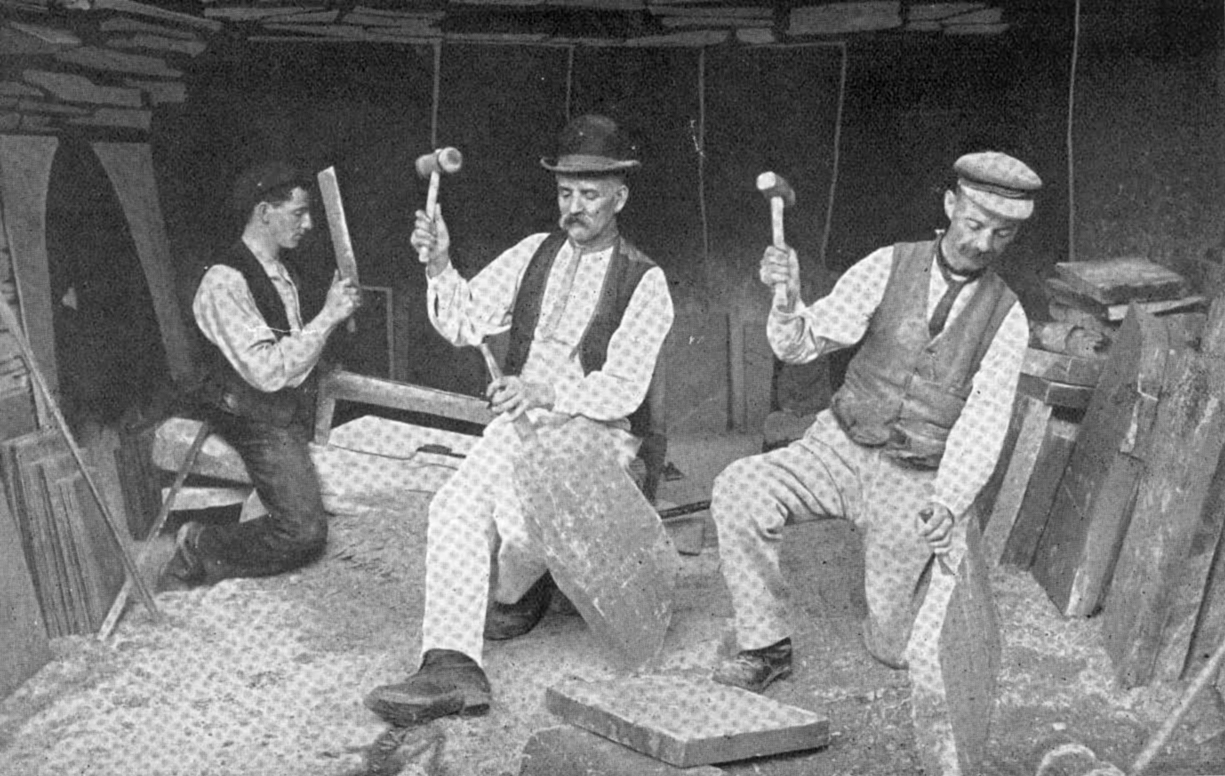
Раздробление сланцевых блоков вручную карьерными рабочими в Динорвике, 1910 год. Эта работа требовала большого мастерства и не была механизирована до второй половины XX века.

Сланцевая промышленность Уэльса — отрасль экономики Уэльса, которая начала формироваться ещё во времена римского владычества на этих территориях, когда шифер, производимый из добываемых сланцев, использовался для устройства крыш фортов в Сегонтиуме (ныне Карнарвон). Сланцевая промышленность развивалась медленно до начала XVIII века, но затем начала быстро расти до конца XIX века. В этот период времени важнейшим районом добычи сланцев стал северо-запад Уэльса, в том числе карьер Пенрин возле Бедесды, карьер Динорвик возле Лланбериса, карьеры Нэнтлл-Вэллью и месторождения около города Блайнай-Фестиниог, где сланцы добывали в подземных шахтах, а не в открытых карьерах. Пенрин и Динорвиг были двумя крупнейшими сланцевыми карьерами в мире, а рудник Окели в Блайнай-Фестиниог был крупнейшей сланцевой шахтой в мире. Шифер, получаемый из сланцев, используется в основном для устройства кровель, но производились также и толстые плиты, использовавшиеся для создания различных других объектов, в том числе напольных покрытий, столешниц и надгробий.
До конца XVIII века сланцы добывались в небольших масштабах группами карьерных рабочих (англ. quarrymen, вал. chwarelwyr), которые платили налог помещикам-землевладельцам за право добычи сланцев в карьерах. Добытые сланцы затем на спинах лошадей или в повозках доставляли в порты, откуда отправляли их в Англию, Ирландию и иногда Францию. К концу XVIII века крупные землевладельцы начали своими силами и в значительно большем масштабе эксплуатировать расположенные на их землях карьеры. После того как британское правительство в 1831 году отменило сланцевый налог, началось быстрое расширение этой отрасли промышленности, которое было обусловлено также строительством узкоколейных железных дорог для транспортировки добытых сланцев в порты.
Сланцевая промышленность преобладала в экономике северо-запада Уэльса во второй половине XIX века, но существовала в гораздо меньших масштабах в других областях региона. В 1898 году рабочими численностью в 17000 человек было добыто полмиллиона тонн сланцев. После долгой и ожесточённой забастоки в карьере Пернрин, проходившей с 1900 по 1903 год, эта отрасль промышленности начала приходить в упадок, а после начала Первой мировой войны многие карьерные рабочие, занятые в ней, были вынуждены уйти на фронт. Великая депрессия и Вторая мировая война привели к закрытию многих мелких карьеров, а большинство крупных было закрыто в 1960-е и 1970-е годы — по причине начала массового использования других материалов, в первую очередь плитки, вместо шифера для устройства кровель. Некоторое количество сланцев добывается в Уэльсе по сей день, но в гораздо меньших масштабах.